# Thalía
Ariadna Thalía Sodi Miranda, musicalment anomenada Thalía (Ciutat de Mèxic, 26 d'agost de 1971), és una cantant, actriu i empresària mexicana.
Entre els seus temes es troben Piel morena, Amor a la mexicana, Mujer latina, Entre el mar y una estrella, Arrasando, Tú y yo, Amar sin ser amada o el seu últim èxit No, no, no (amb Aventura). A més, ha but introduir-se en el món anglosaxó amb el seu primer disc en Anglès i col·locant senzills en el Top 10 estatunidenc.

## Biografia
Thalía va néixer el 26 d'agost de 1971, filla d'Ernesto Sodi Pallares i Yolanda Miranda. Des de ben petita, els seus pares la van encaminar cap al món de l'actuació i de la música fent-la fer classes de ballet i piano. De petita el seu objectiu era ser una famosa gimnasta, però la tradició artística de gran part de la seva família la van fer portar de mica en mica cap al món de la faràndula. L'11 de juliol de 2006 rep un disc multiplatí per haver superat els 12,000.000 discs venuts amb la companyia discogràfica EMI Musica.

## Inicis en el món artístic
El seu trànsit pel món artístic s'inicia al primer any d'edat, participant en un comercial publicitari de refrescos. Després, en 1975 participa en el programa "Estudiantes que estudian" formant part d'un elenc d'estudiants que, posteriorment, es presentaren a un programa musical.
De 1981 fins a 1984 toma part en el festival Jugemos a cantar, on va participar, en un principi, com a part d'un grup i després com a solista, on va destacar amb la cançó "Moderna niña del Rock".
En 1984 s'integra en la versió adolescent de la posada d'escena Vaselina, compartint crèdits amb alguns integrants de Timbiriche i tenint el paper estel·lar de "Sandy", substituint a Sasha Sokol. En un primer moment, la seva participació era de suport, no obstant això, amb el temps va obtenir el paper estel·lar de la producció.
El 1986 es va integrar a Timbiriche, substituint a Sasha Sokol, vivint uns dels millors moments del grup musical. Aquí comparteix crèdits amb Eduardo Capetillo, Erick Rubín, Diego Schoening, Mariana Garza, Edith Márquez, Alix Bauer i Paulina Rubio, i Thalía és substituïda per Patty Tanúz. Thalía grava 4 discs amb el grup i un maxi-single destacant la cançó "No sé si es Amor".
Aquest fet és el detonant per les telenovel·les posteriors en la companyia Televisa en les quals va participar, com ara La pobre señorita Limantou i Quinceañera. Finalitzada aquesta última, marxa cap a Los Angeles per preparar-se com a solista.

### Thalía solista
El 1990 llença el seu primer material com a solista amb senzills com Un pacto entre los dos, Saliva, Amarillo Azul i Pienso en ti. Amb aquest nou material va guanyar disc d'or. A l'any vinent es reforça la seva carrera musical amb l'àlbum Mundo de Cristal, del qual es llençaren cançons com Sudor, En la intimidad, Te necesito i Fuego cruzado. Més tard, després de les grans crítiques en la seva terra natal, viatja a Espanya per conduir i participar en el programa de Telecinco VIP Noche al costat d'Emilio Aragón i Belén Rueda. En tornar a Mèxic, molts al·legaven que no va obtenir tant d'èxit com deia. No obstant això, la seva participació a Espanya li va donar a conèixer en Europa, la qual cosa probablement ha sigut la causa del fàcil endinsament en el mercat Europeu.
En 1992 llença Love, amb el qual guanya el disc de platí, del qual temes de la seva inspiració i d'altres com Sangre, Love o La vie en Rose (d'Edith Piaf) van ser èxits arribats al número u de les llistes d'èxits del moment.
Anys després neix En Extasis, produït pel reconegut productor de música llatina Emilio Estefan Jr. El primer èxit Piel morena permet a Thalía portar els seus sons per tota llatinoamerica.
Arribant al 2000, produeix 'Arrasando, en el qual 8/12 cançons són escrites per ella. Aquest disc atorga l'èxit que mai ha tingut gràcies a cançons com Arrasando, Entre el mar y una estrella, Regresa a mi o Reencarnación. A més a més, fa una la seva primera gira mundial, acabant l'any casant-se amb l'expresident de la companyia Sony Music, Tommy Mottola, amb el qual continua casada i feliç fins a la data d'avui.
Cap a l'any 2001 publica la seva primera compilació Con Banda, Grandes éxitos a la qual es van adherir nous títols com Cuco Peña i La revancha, tots gravats en noves versions per la cantant, però amb d'inesperat suport d'una agrupació de Banda mexicana (cosa poc freqüent entre intèrprets pop mexicans) formada especialment per l'ocasió. Aquesta gravació va obtenir crítiques negatives, ja que les lletres foren forçades a ajustar-se a aquest gènere musical i per considerar-se que la música de banda solament agrada a les classes populars de Mèxic. Tot i això va guanyar el premi 'al poble'. Els ajustaments musicals i clarinets de la banda foren executats pels germans Adolfo i Omar Valenzuela, els quals van assessorar a Thalía per aquest especial àlbum.
En el 2002, Thalía torna amb un nou disc anomenat Thalía, un regrés als seus orígens musicals. Temes com Tú y yo, No me enseñaste, The Mexican (Dance, dance) o la versió de l'èxit de '¿A quién le importa?. Sense dubtes, aquest disc és uns dels més complets musicalment. Però no tot és un camí de roses, i tot ben en mig del gran èxit, Thalía, travessa uns dels pitjors moment de la seva vida degut al segrest de dos de les seves germanes: Laura Zapata i Ernestina Sodi, en el mes de setembre. Després de setmanes desaparegudes, van sortir sanes i estàlvies de tan amarga i dolorosa situació, després de pagar als segrestadors una gran quantitat de dòlars.
El 2003 suposa la reaparició de Thalía als mitjans públics per complet. Ara, amb les idees clares, intenta obrir-se camí en el món anglosaxó gravant el crossover Thalía, del qual destaquen Baby I'm in love, Don't look back i un duo amb el cantant de rap Fat Joe anomenat I want you. Èxit total en el mercat dels Estats Units, però l'èxit arribà a països com Brasil o fins i tot Japó. Aquest any, Thalía, s'inicia en el món dels negocis amb una línia de roba, ulleres de sol i articles per la llar amb K-Mart.
Tot arribant al 2004 fabrica el seu Greatest Hits, en el qual recopila els seus majors èxits de tota una dècada dedicada a la música amb EMI Music. En aquest àlbum llença senzills com Cerca de ti i Acción y Reacción. D'altra banda, durant abril i maig realitza el High Voltage Tour per Mèxic i els EUA sense gaire èxit.
Thalía es troba en uns dels millors moments de la seva vida, plena d'energies llença el 2005 El Sexto Sentido, un nou material en espanyol, del que es podria destacar tot el disc sencer, però temes com Amar sin ser amada, Un alma sentenciada y Seducción van ser senzills. Paral·lelament, llença la seva pròpia línia de dolços amb la companyia Hershey's, i planeja escriure un llibre de consells de bellesa, mentre que la seva mare supervisa una biografia de la cantant.
En el 2006 Thalía rep la ciutadania dels Estats Units d'Amèrica després de viure-hi 8 anys. Musicalment, apadrina un reality show mexicà anomenat Cantando por un sueño i realitza el seu últim treball sota el títol de El sexto sentido Re-loaded, en el qual inclou els anteriors temes, menys Loca, y alguns nous com Un alma sentenciada (Hex-hector remix), Cantando por un sueño, Olvidame i 'No, no no. Els tres últims esmentats van ser senzills, i l'últim, amb Aventura, s'ha convertit en el 4t senzill per a USA, arribant a espais privilegiats de les llistes d'èxit. D'altra banda, del senzill anterior a aquest, Olvidame, Thalía va ser la productora i directora, essent la primera vegada que dirigia un videoclip.
En total, l'estrella mexicana, ha venut més de 40 milions de discos i recentment li ha sigut atorgat un disc de Diamants per aquestes excel·lents vendes.

### Pel·lícules
Fins aleshores, Thalía ha realitzat una pel·lícula nord-americana anomenada Mambó Café l'any 2000. Emperò, de ben petita va participar secundàriament en Guerra de pasteles, a més cal no oblidar Anastàsia, on Thalía va fer les versions espanyola llatina i portuguesa.

### Discografia
| Any de publicació | Títol de l'àlbum           | Discogràfica          |
| 1986              | Timbiriche VII             | Fonovisa (México)     |
| 1987              | Timbiriche VIII&IX         | Fonovisa (México)     |
| 1988              | Los Clásicos de Timbiriche | Fonovisa (México)     |
| 1990              | Thalía                     | Fonovisa (México)     |
| 1991              | Mundo de Cristal           | Fonovisa (México)     |
| 1992              | Love                       | Fonovisa (México)     |
| 1995              | En Éxtasis                 | EMI Music (México)    |
| 1997              | Nandito Ako                | EMI Music (Filipinas) |
| 1997              | Amor A La Mexicana         | EMI Music (México)    |
| 2000              | Arrasando                  | EMI Music (México)    |
| 2001              | Con Banda, Grandes Éxitos  | EMI Music Latin       |
| 2002              | Thalía                     | EMI Music Latin       |
| 2003              | Hits Remixed               | EMI Music Latin       |
| 2003              | Thalía                     | Virgin Records        |
| 2004              | Greatest Hits              | EMI Music Latin       |
| 2005              | El Sexto Sentido           | EMI Music Latin       |
| 2006              | El Sexto Sentido Reloaded  | EMI Televisa Music    |
| 2008              | Lunada                     | EMI Televisa Music    |
| 2009              | Primera Fila               | Sony Music Latin      |
| 2012 (19/11)      | Habítame Siempre           | Sony U.S. Latin       |

Alguns d'aquests àlbums (sobretot els de Timbiriche) ja no són fabricats i, per tant, no són disponibles. Solament es col·loquen amb propòsits informatius.
El 1990, 2002 i 2003 es repeteix el mateix títol, Thalía, però es tracta d'àlbums diferents. El del 2003 és el seu primer disc gravat íntegrament en anglès.

## Premis com a cantant
- Mara de Oro de Venezuela
- Gaviota de Plata de Viña del Mar
- 1 Grammy Llatí de 5 nominacions
- 4 Premis Billboard Latino de 12 nominacions
- 4 Premis Lo Nuestro de 14 nominacions
- 3 Premis Orgullosamente latino de 10 nominacions
- 3 Premis Juventud de 23 nominacions (+7 nominacions el 2007)
- 3 Premis Eres de 8 nominacions
- 2 Premis Gente
- 1 Premi A.T.R. de 3 nominacions
- 2 Premis A.C.E. (Asociación de Cronistas del Espectáculo de Nueva York)
- 1 Premi Furia Musical
- 2 Premis Tu música
- 4 Premis Heraldo
- 5 Premis TV y Novelas
- 1 Premi Latin America
- 2 Premis Laurel de Oro
- 1 International Dance Music Awards
- 4 nominacions als Premis Paoli
- 2 nominacions als Latin Music Fan Award
- 1 nominació als Premis Oye
- 1 nominació als Premis MTV Europa
- 1 nominació als Premis Amigo

## Premis com a actriu
- Actriu revelació el 1988
- 4 Premis TV y Novelas
- 1 Premi A.C.E. (Asociación de Cronistas del Espectáculo de Nueva York)
- 1 Premi Eres de 2 nominacions
- 1 Premi Heraldo
- 1 Premi Bravo
- 1 Premi Las Palmas de Oro
- 1 Premi Calendario Azteca
- 1 nominació als Premis Juventud